# Городилиха
Городилиха — река в России, протекает в Зуевском и Белохолуницком районах Кировской области. Устье реки находится в 134 км по левому берегу реки Белая Холуница. Длина реки составляет 12 км.
Исток реки в западной части Верхнекамской возвышенности в 31 км к северо-востоку от города Зуевка. Верхнее течение реки лежит в Зуевском районе, среднее и нижнее — в Белохолуницком. Течёт на северо-восток, всё течение проходит по ненаселённому лесному массиву.

## Данные водного реестра
По данным государственного водного реестра России относится к Камскому бассейновому округу, водохозяйственный участок реки — Вятка от истока до города Киров, без реки Чепца, речной подбассейн реки — Вятка. Речной бассейн реки — Кама.
Код объекта в государственном водном реестре — 10010300212111100032072.